# 어둠의 아이들
《어둠의 아이들》(일본어: 闇の子供たち)은 재일한국인 2세 출신 소설가인 양석일이 2002년에 쓴 소설이다. 타이에 서 벌어지는 장기 이식을 목적으로 한 아동 인신매매와 매춘을 주 내용으로 삼고 있다. 출간 이후 일본에서 44만부의 판매고를 기록하고 있다.
2010년 영화 상영 시기에 맞물려 대한민국에 번역 출간되었다.

## 영화
소설 원작을 바탕으로 2008년 일본에서 개봉된 영화이다. “가격표가 붙은 생명”이라는 부제가 덧붙여졌다. 제43회 카를로비 바리 국제영화제의 초대작품이기도 하다.
대한민국에서는 2010년 개봉되었다.

## 출연

### 주연
- 에구치 요스케
- 미야자키 아오이
- 츠마부키 사토시

### 조연
- 사토 코이치
- 스즈키 사와
- 토요하라 코스케
- 호미야미엔 세타난
- 랏차타 프리마
- 시오미 산세이
- 타나용 웡트라쿨

## 기타
- 원작자: 양석일
- 공동제작: 나카자와 토시아키